# Grigorij Aronov
Grigorij Aronov (russisk: Григо́рий (Ге́лий) Ла́заревич Аро́нов) (født 1. januar 1923 i Potjep i Sovjetunionen, død 1. juli 1984 i Potjep i Sovjetunionen) var en sovjetisk filminstruktør, manuskriptforfatter og skuespiller.

## Filmografi
- Sedmoj sputnik (Седьмой спутник, 1967)[2][3]
- Zeljonyje tsepotjki (Зелёные цепочки, 1970)